# 2014년 페샤와르 학교 학살
2014년 페샤와르 학교 학살 사건은 2014년 12월 16일 파키스탄 페샤와르에 위치한 군학교에 대한 파키스탄 탈레반 운동 단체의 공격이자 인질극이다. 132명 이상이 사망하였으며, 대부분이 학생이였다.

## 같이 보기
- 베슬란 학교 인질극
- 바샤 칸 대학교 테러